# PSRL-1
Die PSRL-1 oder Precision Shoulder-fired Rocket Launcher von AirTronic ist eine Panzerabwehrwaffe angelehnt an den sowjetischen RPG-7. Die Produktion begann 2009. Grundsätzlich ist alle Munition, welche für die RPG-7 entwickelt wurde, auch für die PSRL-1 verwendbar. Entsprechend kann man mit der Waffe 40-mm-Geschosse laden. Wesentliche Unterschiede zum Original sind, dass der Stahl gewalzt ist (Stahlsorten AISI 4140 und AISI 4150), der hintere Griff austauschbar ist und dass man Picatinny-Schienen hinzugefügt hat, um die Waffe modularer zu gestalten.

## Nutzer
- Philippinen – Die Philippinischen Streitkräfte haben 400 Waffen bestellt.[2]
- Peru – Peru nutzt die Waffe[3]
- Vereinigte Staaten – Verschiedene Spezialeinheiten des US-Militärs verwenden die Waffe.[2]
- Ukraine – Die Ukrainischen Streitkräfte haben nach Medienberichten PSRL angeschafft.[4] Die Ukrainische Nationalgarde hat 500 Raketenwerfer erhalten.[5]